# Lophodermium pinastri

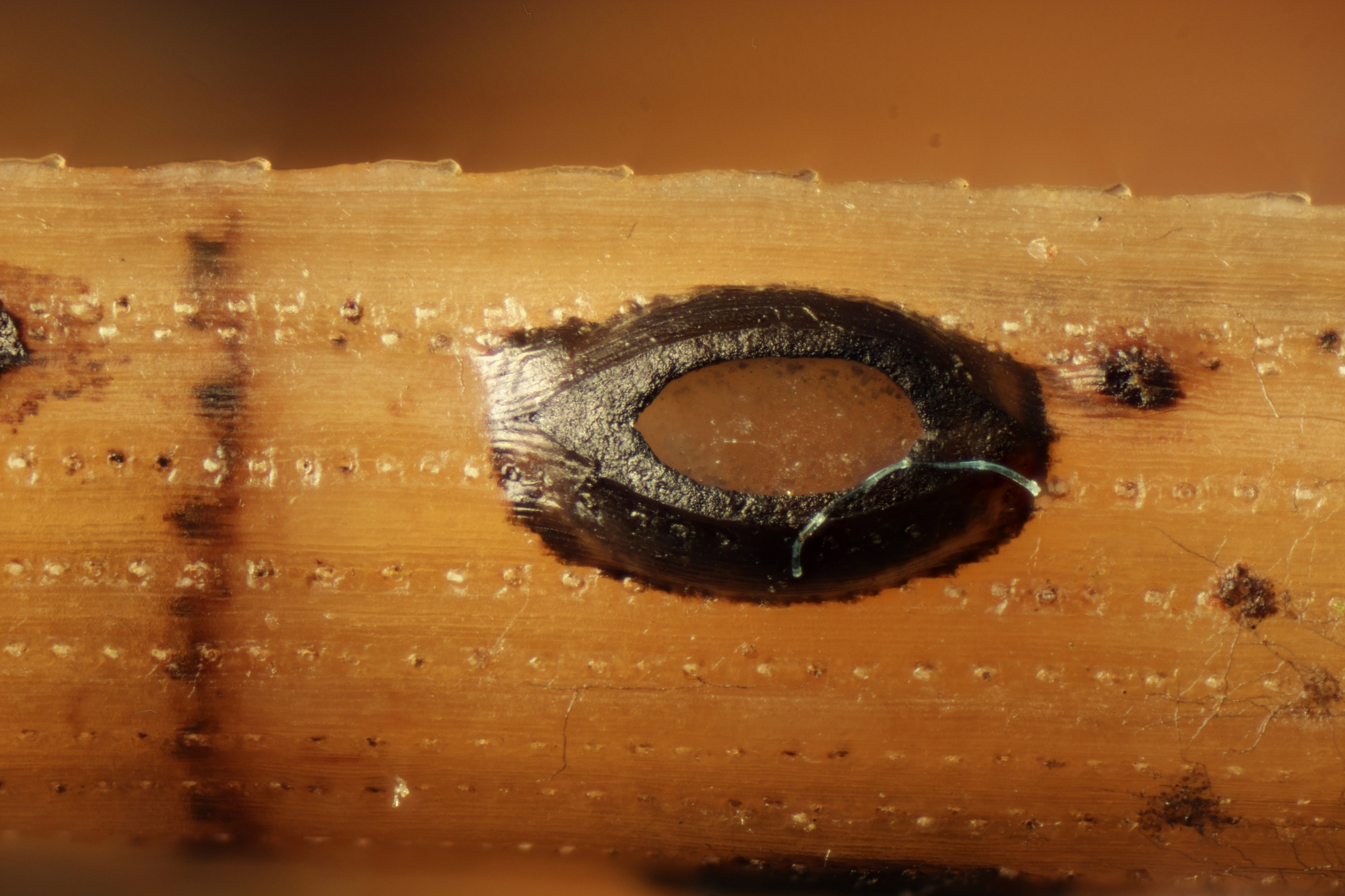
Pojedyncze apotecjum

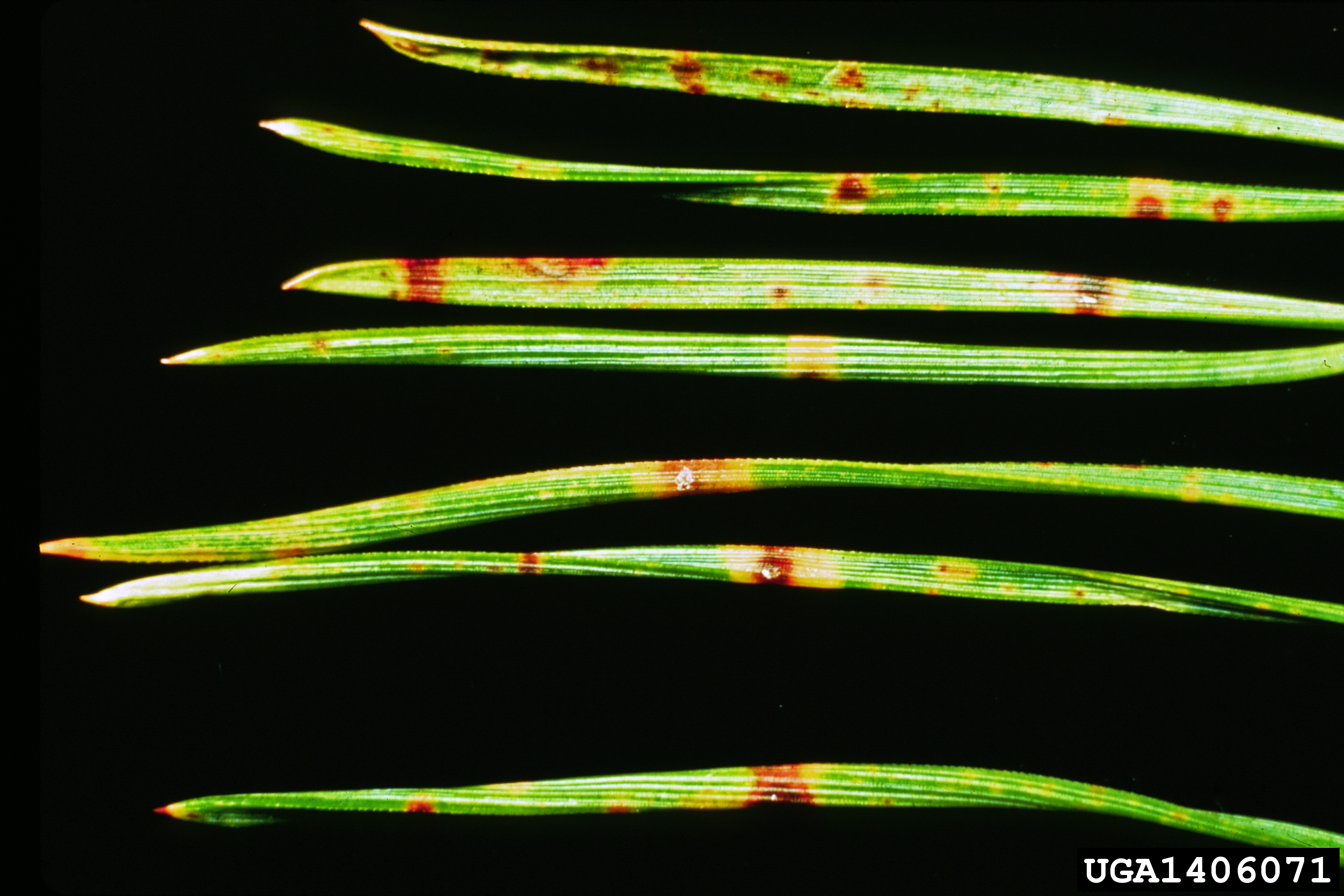
Pyknidia na igłach sosny

Lophodermium pinastri (Schrad.) Chevall. – gatunek grzybów z rodziny łuszczeńcowatych (Rhytismataceae). Pasożyt, jeden z patogenów wywołujących choroby sosny (Pinus) o nazwie wiosenna osutka sosny i jesienna osutka sosny.

## Systematyka i nazewnictwo
Pozycja w klasyfikacji według Index Fungorum: Lophodermium, Rhytismataceae, Rhytismatales, Leotiomycetidae, Leotiomycetes, Pezizomycotina, Ascomycota, Fungi.
Po raz pierwszy takson ten zdiagnozował w 1799 r. Heinrich Adolph Schrader nadając mu nazwę Hysterium pinastri. Obecną, uznaną przez Index Fungorum nazwę nadał mu w 1826 r. François Fulgis Chevallier, przenosząc go do rodzaju Lophodermium.
Ma 15 synonimów. Niektóre z nich:
- Hysterium thujae (Roberge) House 1921
- Lophiostoma pinastri Niessl 1876
- Lophodermium laricis Dearn. 1926
- Lophodermium pinicola Tehon 1935[3].

Anamorfa: Lophiostoma pinastri, dawniej opisywana jako odrębny gatunek, obecnie synonim.

## Morfologia i rozwój
Anamorfa jest pasożytem. Owocniki typu pyknidia tworzy na żywych igłach (ponad 20% po stronie odosiowej), w stanie wilgotnym są czarne, w stanie suchym czarne w środku na ponad połowie całkowitej powierzchni owocnika, pozostała część jest szara otoczona czarną linią o długości 700–1200 µm. Pyknidia tworzą się po zewnętrznej stronie skórki igieł, rzadko tylko zrastają się z sobą i są częściowo pokryte naskórkiem żywiciela. Mają długość 300–400 µm. Konidia pałeczkowate o długości 4,5–6 µm.
Teleomorfa jest saprotrofem. Apotecja powstają dopiero na martwych igłach mających ponad 1 rok. Są czarne, eliptyczne, nieco wypukłe, o długości 0,5–1,5 mm. Powstają pojedynczo w podkładce, która początkowo rozwija się pod skórką igieł, potem wnika do jej komórek. Tylko szpara ujściowa apotecjum znajduje się na zewnątrz skórki. Tworzy się ona równolegle do dłuższej osi apotecjów i ma zdolność otwierania się lub zamykania w zależności od wilgotności otoczenia. Wnętrze apotecjów wypełnia gruba warstwa worków zmieszanych ze wstawkami. Worki unitunikowe, cylindryczne, 8-zarodnikowe, o długości 110–155 µm i szerokości 9,5–11,5 µm. Wstawki nitkowate, tej samej długości co worki, o końcach zazwyczaj prostych i nienabrzmiałych. Askospory nitkowate, czasami zwinięte spiralnie na końcu worka, o długości 70–110 µm długości i szerokości około 2 µm, otoczone galaretowatą osłonką.
Infekcji dokonują unoszące się w powietrzu askospory. Dochodzi do tego podczas wilgotnej pogody.
W hodowli na 2% agarze słodowym kolonie rosną wolno. W temperaturze pokojowej ich tempo przyrostu rzadko przekracza 3 mm dziennie. Kolonie są białe, ewentualnie z czarnymi obszarami i czarną aureolą otaczająca kolonię. Konidia tworzą się obficie.

## Występowanie
Lophodermium pinastri jest szeroko rozprzestrzeniony. Występuje w Ameryce Północnej, Europie, Azji, Australii, w Afryce, na Nowej Zelandii i niektórych wyspach Oceanu Indyjskiego. Rozwija się na licznych gatunkach sosen, głównie dwu- i trzyigłowych. sporadycznie tylko odnotowano jego występowanie na sosnach pięcioigłowych.